# Vladimir Ratomskij
Vladimir Ratomskij (Barnaul, 23 luglio 1891 – Mosca, 21 maggio 1965) è stato un attore sovietico.

## Filmografia parziale

### Attore
- U tichoj pristani (1958)
- Konec sveta (1962)
- Rodnaja krov' (1963)

## Premi
- Premio Stalin
- Artista popolare della RSFSR